# BIG SPECIAL
『BIG SPECIAL』（ビッグ・スペシャル）は、JFN加盟の各局で放送されていた深夜のワイド番組である。
放送時間は、毎週月曜 - 木曜の25:00 - 28:00（火曜 - 金曜の1:00 - 4:00）。

## 概要
それまでの扉-TO VILLA-に替わる深夜のワイド番組として放送開始。前番組時代よりさらに音楽中心の内容となっている。新旧洋邦問わず、1週間または1時間ごとにある一つのテーマ、特集に沿って音楽を届けている。水曜深夜には週替わりのゲストDJが担当する。また、2012年4月からは、木曜深夜が『扉-TO VILLA-』終了以来1年ぶりにFM OSAKA制作となり、1年前と同じくRIOがパーソナリティーをつとめている。2015年3月31日(実際は4月1日)放送終了。

## パーソナリティと放送内容
曜日表記は放送枠上の曜日で表記。全て2014.4以降。
- 月〝Monday Big Pops〟：Rucy Kent - 洋楽特集。26時台と27時台の後半はアーティスト特集の「フィーチャー・トラックス」、27時台前半は洋楽リクエスト
- 火〝Tuesday Big J〟：Rucy Kent - 邦楽特集。26時台は冨澤一誠ナビゲートの「エイジ・フリー・ミュージック」。27時台は邦楽アーティストから一組ピックアップして縛りリクエスト。
- 水〝Wednesday Big Person〟：スペシャルDJ（週変わり）
- 木〝Thursday Big West〟：春野恵子（FM OSAKA制作）

## 過去・代打パーソナリティ
- 月 - 水：小山ジャネット愛子（開始 - 2012.3）
- 木（開始 - 2011.9までは毎週、2011.10 - 2012.3は最終木曜を除く）：小山ジャネット愛子＆スペシャルDJ（週変わり。リクエストコーナーも設けていた）
- 最終木（2011.10 - 2012.3）『ChageのBIG SPECIAL～真夜中の音楽室～』：Chage（小山も登場したが、オープニングやCM明け後の案内などナビゲーター的なアナウンスのみで、番組内には関与しなかった）
- 木（2012.4 - 2014.3）〝Thursday Big West〟：RIO（FM OSAKA制作）
- 鈴木万由香（小山休演のため、代打。2011.10.10 - 2011.10.20）
- スターダストレビュー（2012.3.7）

## ネット局

### フルネット局
- AIR-G'・FM FUKUOKAと以下の局を除くJFN系列各局。

### 26:00（2:00）飛び乗り局
- FM AICHI※25時（1時）台は、自社制作の番組を放送[2]
- TOKYO FM（月～水）
  - 木曜（金曜）2012年7月からは26時飛び乗り、2012年10月からは27時飛び乗り徐々に枠縮小。2013年2月以降27時台にも自社制作番組が入ったためこの曜日のみ打ち切りしていたが、2013年10月より木曜（金曜）のネットを再開したが、2014年4月からまた自社制作番組が入った為、木曜（金曜）の放送を再度打ち切り。
  - 2013年4月1日より、25時台は全て自社制作番組を放送するため、26時飛び乗り（当初は月-水のみであったが、木曜日も同年10月3日放送分から26時飛び乗りに）。
  - 2012年6月まではFM OSAKAの月曜日のみ26時飛び乗りで放送していたが、放送されていた番組が終了したため全曜日25時スタートのフルネットへ移行した[3]。
- Datefm※火曜日のみ
  - 2014年12月より「Doll☆Elementsの「どるラジ」」と「ティーナ・カリーナの「しゃべリーナ！かたリーナ！聞いてミーナ！」」をネットするため。尚、月曜日、水曜日、木曜日は、フルネット。
- V-air・Hi-six※木曜日のみ
  - 「鷹の爪団の世界征服ラヂヲ」をネットしているため。尚、月曜日-水曜日は、フルネット。

### 27:00（3:00）飛び降り局
- K-mix
  - 月曜 - 水曜の27時（3時）台は自社制作番組の再放送。
  - 番組開始当初から、全曜日ともに27時で飛び降りだったが、2014年4月より、木曜日のみフルネットに変更した。
- JOEU-FM※27時からはメンテナンスタイムに入るため。

### 番組休止
- 特別編成に伴い、東京地区のみ休止することがある。

2012.8.6　五輪中継
- 25:00 - 27:00　Cheer Up Station～なでしこジャパン SPIRIT ロンドンオリンピック2012 女子サッカー 準決勝 日本 対 フランス
- 27:00 - 28:00　Cheer Up Station～なでしこジャパン SPIRIT 【DJ：今井広海、中西哲生、宇津木瑠美】

2012.8.7　五輪中継
- 25:00 - 27:00　Cheer Up Station～SAMURAI BLUE SPIRIT ロンドンオリンピック2012 男子サッカー 準決勝 日本 対 メキシコ
- 27:00 - 28:00　Cheer Up Station～SAMURAI BLUE SPIRIT  【DJ：鈴木晶久、中西哲生】

2012.8.9　五輪中継
- 27:00 - 27:35　Cheer Up Station～なでしこジャパン SPIRIT 【DJ：今井広海、中西哲生、宇津木瑠美】（※BIG SPECIAL 短縮）
- 27:35 - 29:45　Cheer Up Station～なでしこジャパン SPIRIT ロンドンオリンピック2012女子サッカー 決勝 日本 対 アメリカ
- 29:45 - 30:00　Cheer Up Station～なでしこジャパン SPIRIT 【DJ：今井広海、中西哲生、宇津木瑠美】